# Villa Malaparte

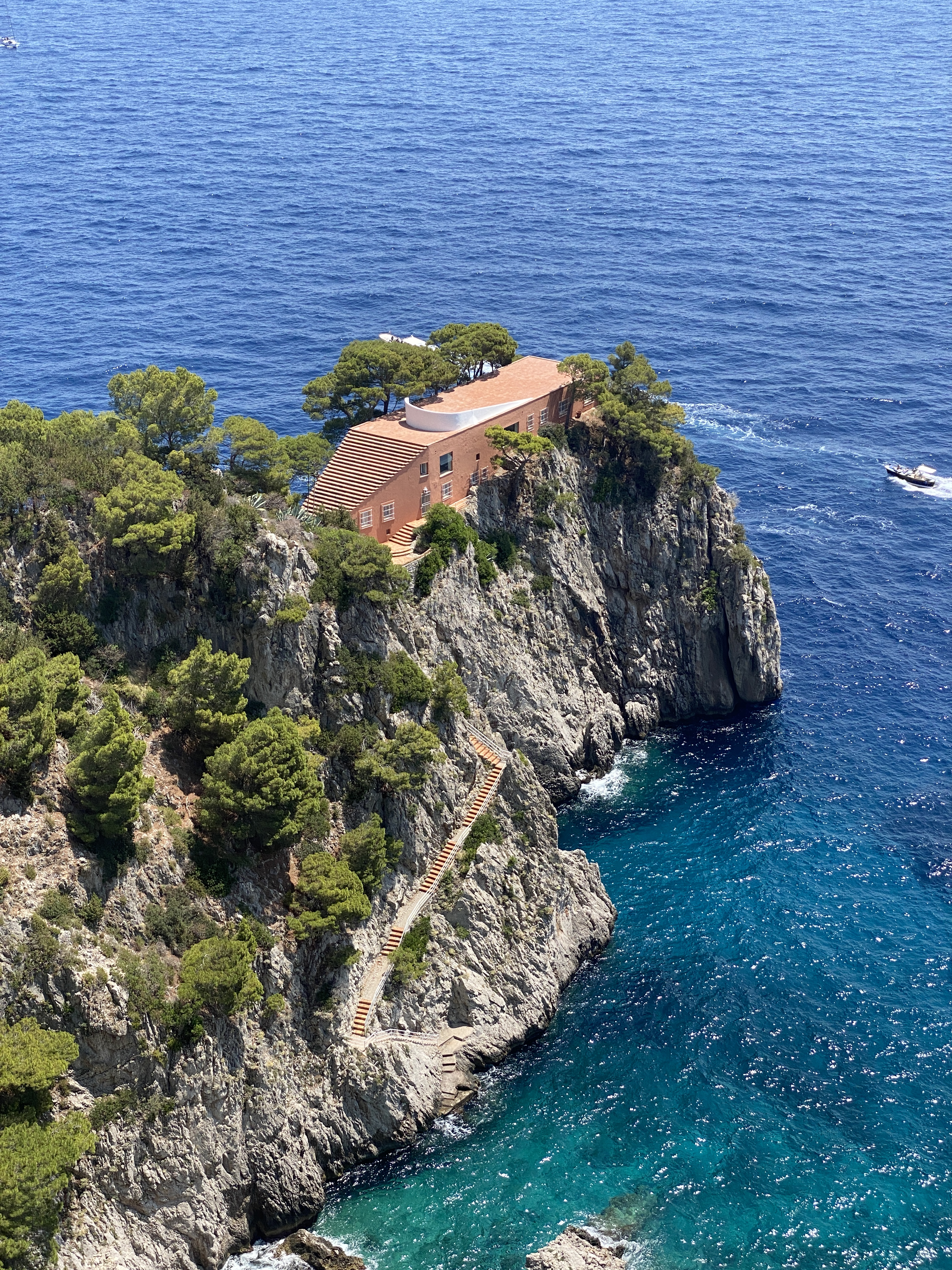
Die Villa Malaparte liegt auf einem Felsen an der Ostküste Capris

Die Villa Malaparte ist eine Villa des Schriftstellers Curzio Malaparte (1898–1957) an der Ostküste der italienischen Insel Capri.
Das Gebäude wird dem Architekten Adalberto Libera zugeschrieben, der zwar im Auftrag Malapartes ein vollständiges Projekt ausarbeitete, doch wurde das enigmatische Privathaus letztlich auch von den Ideen des Bauherren, befreundeter Intellektueller wie auch der lokalen Baumeister beeinflusst.

## Geschichte

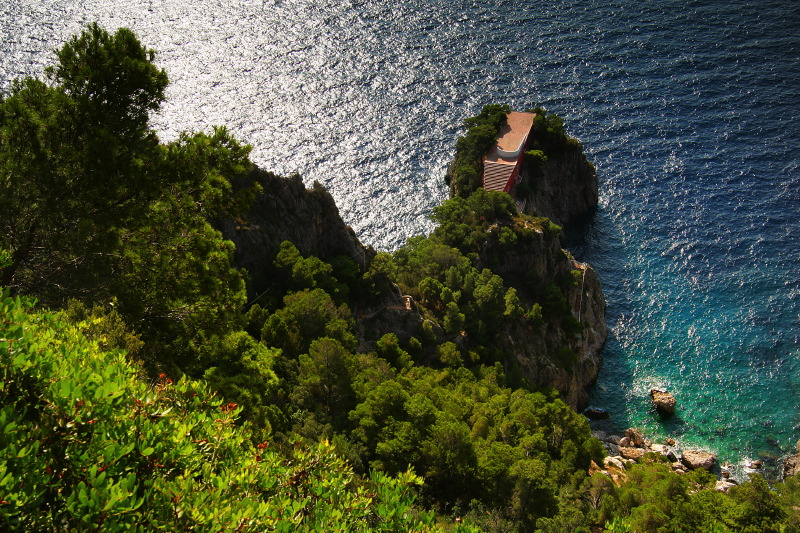
Blick auf das Capo Massullo,
von der Via Pizzolungo aus gesehen

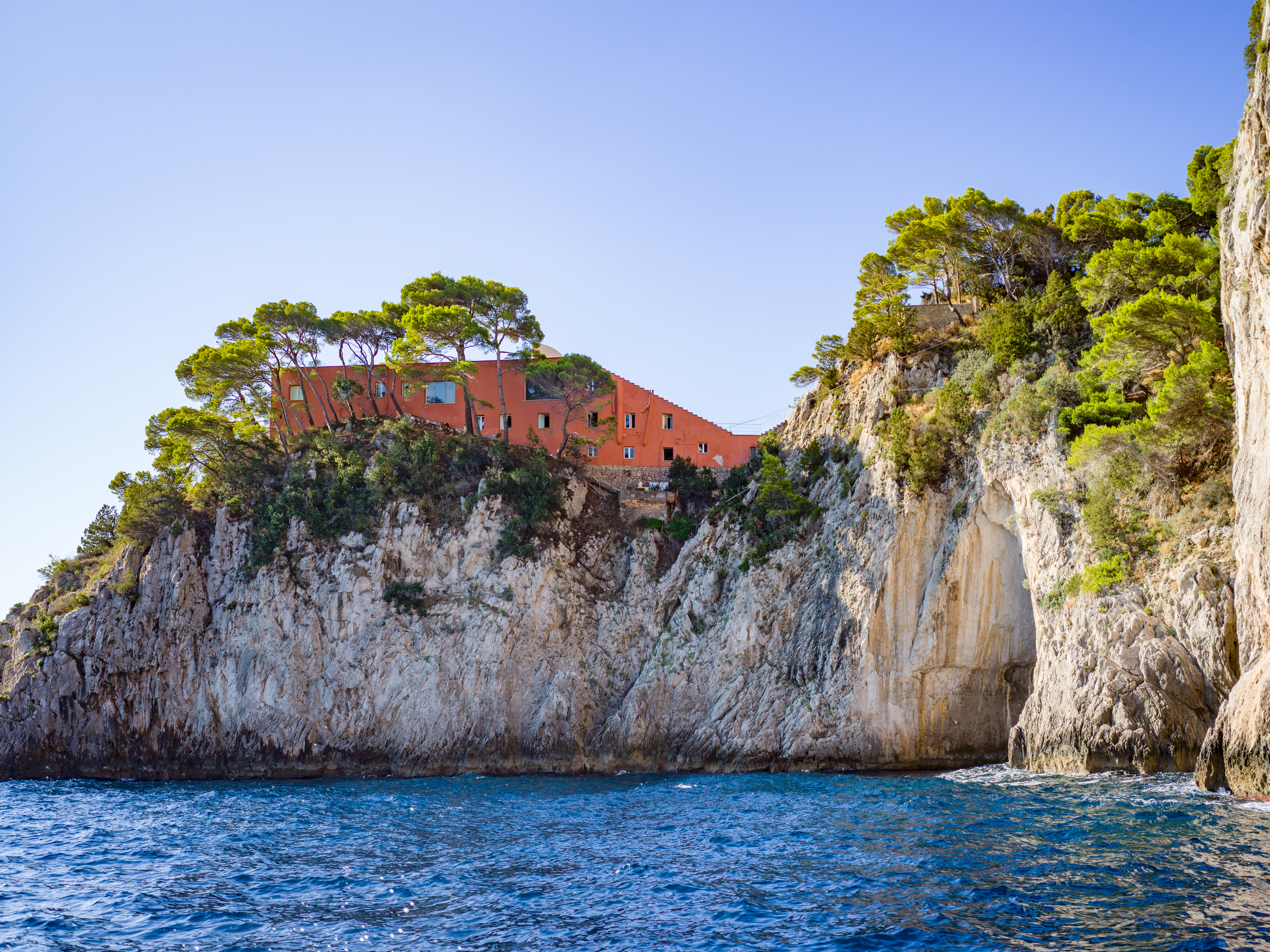
Blick auf die Villa Malaparte von Norden

Curzio Malaparte ließ die zweigeschossige Villa Malaparte zwischen 1938 und 1942 auf einem vorspringenden Felsen der Punta del Massullo über dem Meer erbauen. Malaparte wollte eine „casa come me“ bauen, „ein Haus wie ich“: „triste, dura, severa“ – traurig, hart und streng.
Er kaufte das Capo Massullo, fünf Kilometer vom Zentrum Capris entfernt, zum Preis von 12.000 Lire (circa 2200 Reichsmark), obwohl dort nicht gebaut werden durfte. Doch über seine Beziehungen zu Mussolinis Schwiegersohn Galeazzo Ciano – von 1936 bis 1943 Italiens Außenminister – erhielt er eine Baugenehmigung. Begonnen wurde mit dem Bau 1938.
Einer Anekdote zufolge soll Feldmarschall Erwin Rommel im Frühsommer 1942 zu Besuch gewesen sein und den Hausherren gefragt haben, ob der das Haus schon so, wie es sei, gekauft hätte, oder ob er es selbst entworfen und gebaut hätte. Darauf soll dieser – wahrheitswidrig – erwidert haben, dass er es schon so, wie es sei, gekauft hätte; und mit einer Armbewegung die Umgebung zeigend, die romantische Schönheit Capris und den malerischen Golf von Salerno: „Ich habe die Landschaft entworfen.“
Gäste in der Villa Malaparte waren neben anderen auch Jean Cocteau, Alberto Moravia, Albert Camus und der Kommunistenführer Palmiro Togliatti.

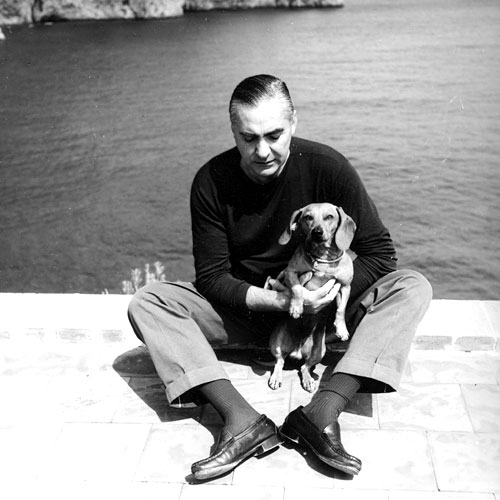
Curzio Malaparte auf der Dachterrasse seines Hauses

Auf einer Chinareise erkrankte Malaparte an Krebs, flog nach Rom, wurde Mitglied der kommunistischen Partei und trat zum katholischen Glauben über. Dann vermachte er kurz vor seinem Tod 1957 die Villa der kommunistischen Jugend der Volksrepublik China, was zu einem langjährigen Rechtsstreit führte. Am Ende gelangte die Villa wieder an die Familie; seit 1972 ist sie Eigentum der Fondazione Giorgio Ronchi.
In den 1980er Jahren stellte die Fondazione das Haus dem Lehrstuhl für Kunsterziehung der LMU unter der Leitung von Hans Daucher zur Verfügung. Seine dort abgehaltenen Seminare ermöglichten es Studenten, hier – zu Jugendherbergspreisen – leben und arbeiten zu können.
Momentan wird die Villa Malaparte von Ralph Jentsch, Nachlassverwalter von George Grosz und Herausgeber einer Neuauflage von Malapartes Werken, bewohnt.
Zum 9. Juni 1998, dem 100. Geburtstag Malapartes, wurde das baufällige Haus restauriert und zieht seither Neugierige aus aller Welt und Modefotografen an. Karl Lagerfeld machte einen ganzen Bildband mit Fotos des Hauses. Als Filmkulisse diente die Villa schon 1963 in Jean-Luc Godards Le Mépris (Die Verachtung mit Michel Piccoli und Brigitte Bardot).

## Architektur

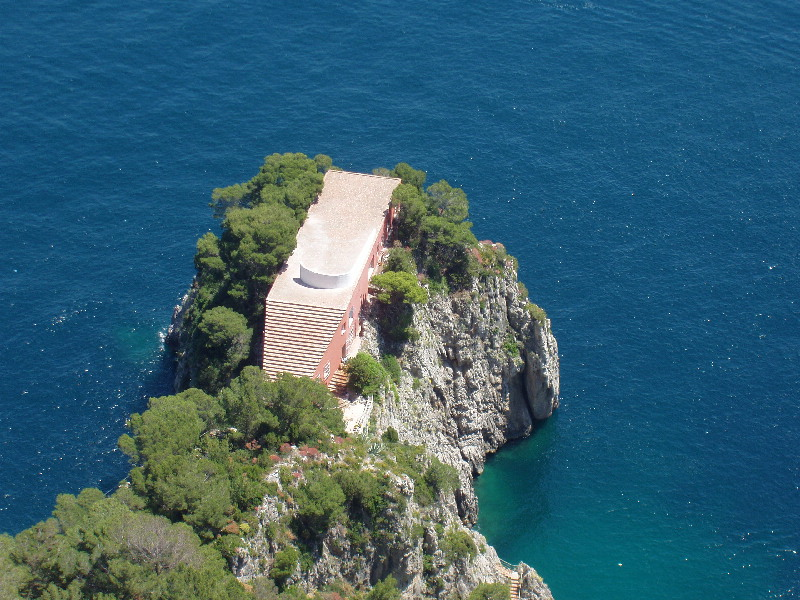
Das Dach der Villa Malaparte dient als Terrasse und Zugang auf diese

Das 10 Meter breite und etwa 50 Meter lange zweigeschossige Gebäude mit Flachdach steht auf einem schwer zugänglichen Felsen 32 Meter über dem Meer und fällt schon aus der Ferne durch seinen roten Anstrich ins Auge. Der Lichteinfall, die Sichtachsen und Fluchtlinien gelten als ebenso spektakulär wie der Zugang auf die geländerlose Dachterrasse. Obenauf bietet eine geschwungene weiße Mauer etwas Wind- und Sichtschutz.
Südwestlich vor dem Haus befindet sich eine Bodenterrasse, von der aus man nach etwa 100 Stufen hinunter ans Meer gelangt. Man erreicht sie von Capri Stadt her über die Via Pizzolungo kommend im Abstieg nach Passage eines Tores. Ein kleiner Treppenabsatz verbindet mit dem höher gelegenen Eingang im Erdgeschoss.

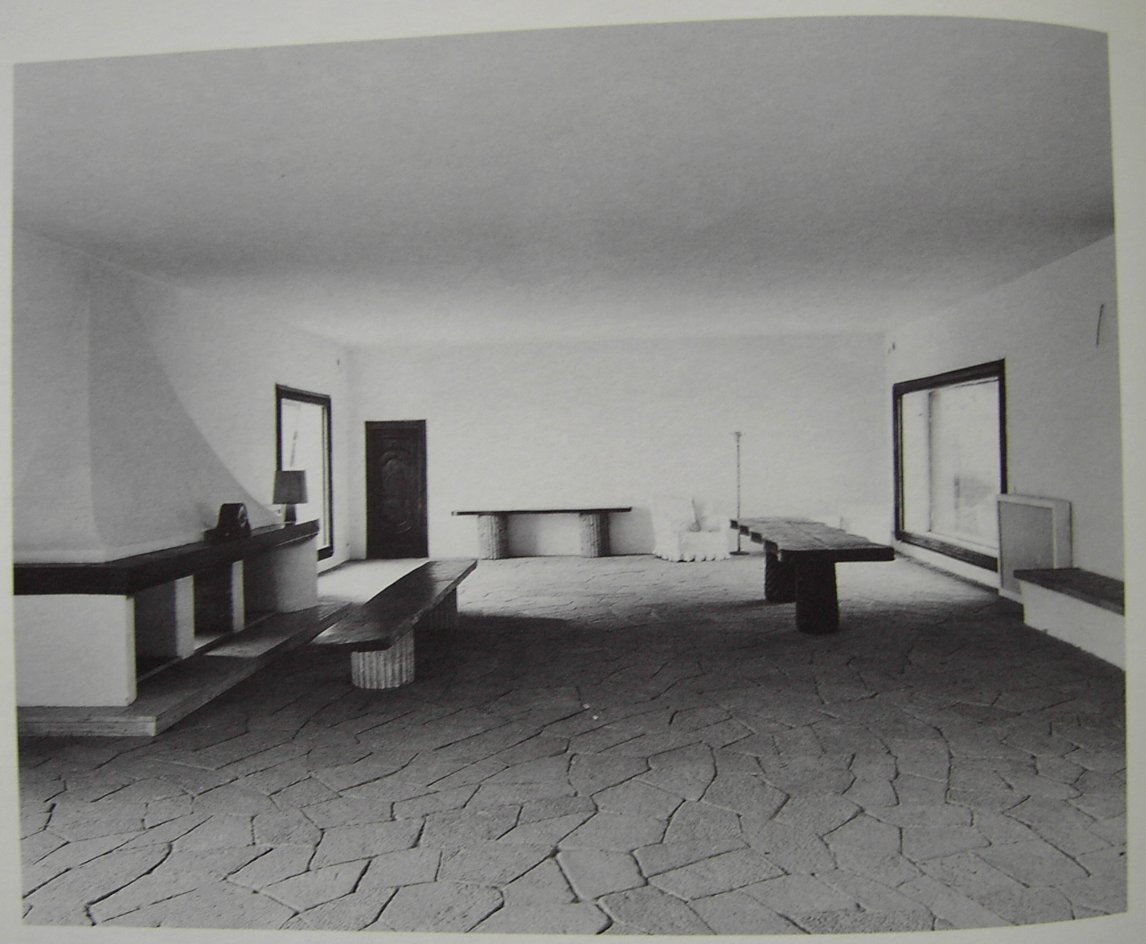
Wohnraum mit Kamin

Im Inneren bildet ein Salon mit einer Fläche von hundert Quadratmetern den Mittelpunkt. Die Fenster sind über die Fassade derart verteilt, dass sie die schönsten Ausblicke erlauben. So gibt etwa ein kleines Fenster am Ende der Feuerstelle des offenen Kamins den Blick aufs Meer frei.
Das Haus hat außerdem eine Bibliothek, ein Schlafzimmer für den Hausherrn, eines für seine jeweilige Favoritin, eine Kammer für deren Zofe sowie eine Wohnung mit vier Zimmern für Gäste.

## Filmkulisse
Das Gebäude ist als Drehort in einigen Filmen zu sehen, so in Die Verachtung und in Die Haut.